# Luigi Chinetti
Luigi Chinetti est un pilote automobile et entrepreneur italien né le 17 juillet 1901 à Milan (Lombardie, Royaume d'Italie) et mort le 17 août 1994 à Greenwich (Connecticut, États-Unis). Il est devenu américain en 1946.

## Biographie
Luigi Chinetti pilote en endurance entre 1928 et 1957, essentiellement sur Alfa Romeo 8C 2300 durant les années 1930 et sur divers types de Ferrari 166 après la guerre. 
Il est triple vainqueur des 24 Heures du Mans en douze participations, étalées sur 21 années (en 1932 et 1934 pour Alfa Romeo, puis en 1949 pour Ferrari).
Il est aussi vainqueur des 24 Heures de Spa-Francorchamps en 1933 et 1949 et des 12 Heures de Paris en 1948 et 1950.
Luigi Chinetti met un terme définitif à sa carrière sportive personnelle en 1957, après avoir remporté pour Ferrari, toutes les courses majeures d'endurance organisées durant la fin des années 1940, ainsi que la prestigieuse Carrera Panamericana en 1951 (sur Ferrari 212 Inter avec Piero Taruffi).
En 1935, il est associé à Jean Trévoux pour participer au Rallye Monte Carlo, sur Alfa Romeo.
Bien qu'essentiellement spécialiste des longues distances, il lui arrive aussi de disputer quelques Grand Prix, comme le Grand Prix de l'ACF en 1936 (dixième avec André Morel sur Talbot-Lago T150C), celui de Liège en 1939 (sur modèle T26), et les Grand Prix du Comminges de 1939 et 1949. 
Installé aux États-Unis, il en obtint la citoyenneté en 1946. Il dispute alors de nombreuses courses, notamment les 6 Heures de Sebring en 1950 (septième). Luigi Chinetti met à profit ses liens avec Enzo Ferrari pour devenir l'unique importateur de la marque aux États-Unis, un statut privilégié qu'il conserve durant de longues années. 
Il fonde également le North American Racing Team (NART), une prestigieuse équipe de course, bras armé de la Scuderia Ferrari en Amérique du Nord qui connait son heure de gloire avec la victoire de la Ferrari 250 de l'équipage Rindt/Gregory aux 24 Heures du Mans 1965. 
À la suite d'un imbroglio entre Enzo Ferrari et la fédération italienne, le NART s'est également vu confier l'engagement des Ferrari officielles lors des deux dernières manches du championnat du monde de Formule 1 1964 (les Ferrari abandonnèrent pour l'occasion leur traditionnelle livrée rouge pour les couleurs bleue et blanche du NART).
Son fils (cinquième des 24 Heures de Daytona en 1971, septième en 1970, huitième des 12 Heures de Sebring en 1971 et 1972) est également coureur d'endurance pour le NART durant les années 1970. Il gagne à l'indice de rendement énergétique du Mans en 1971.

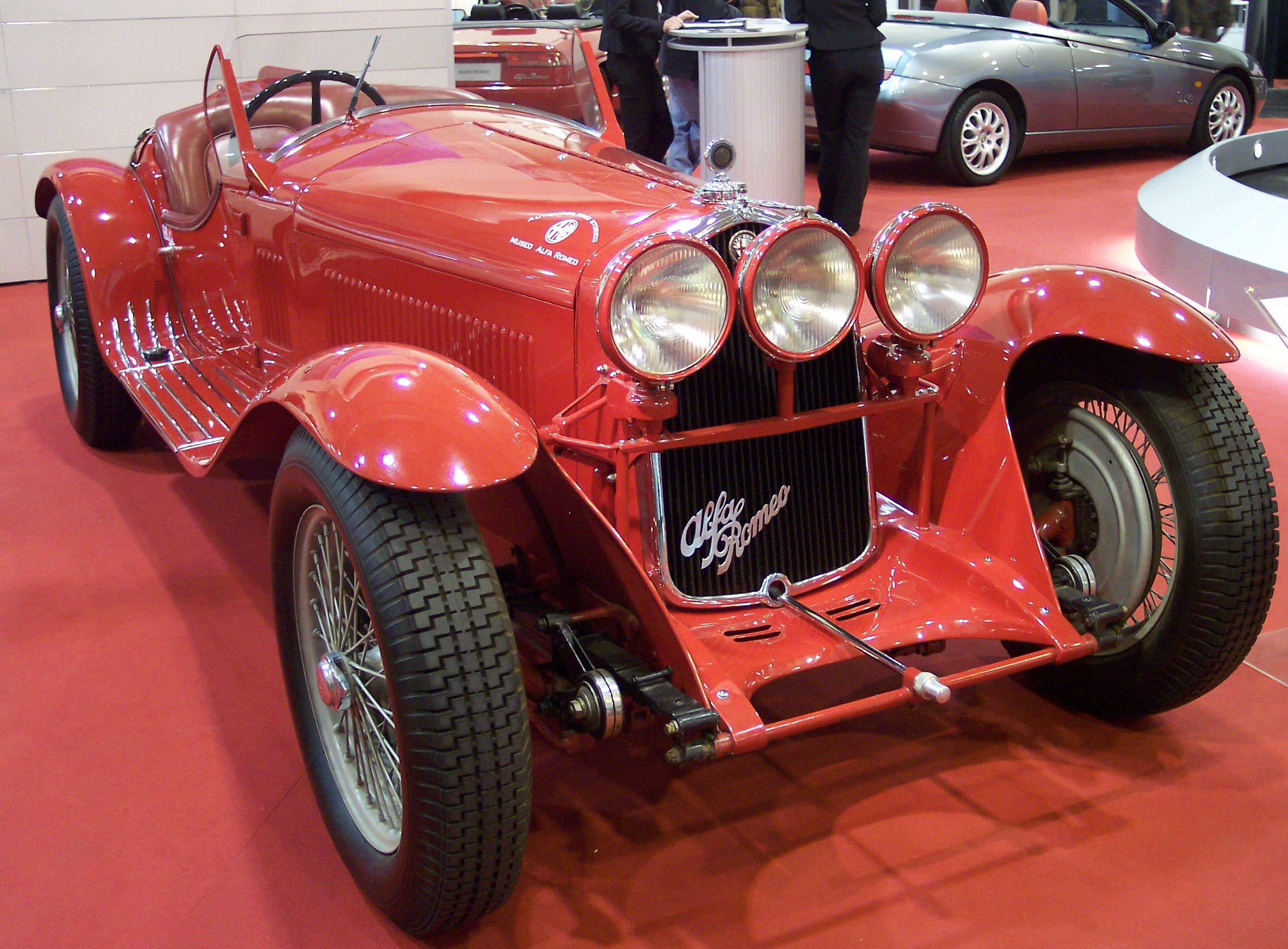
Une Alfa Romeo 8C 2300 "Spider Corsa", utilisée aux 24 Heures du Mans 1932.
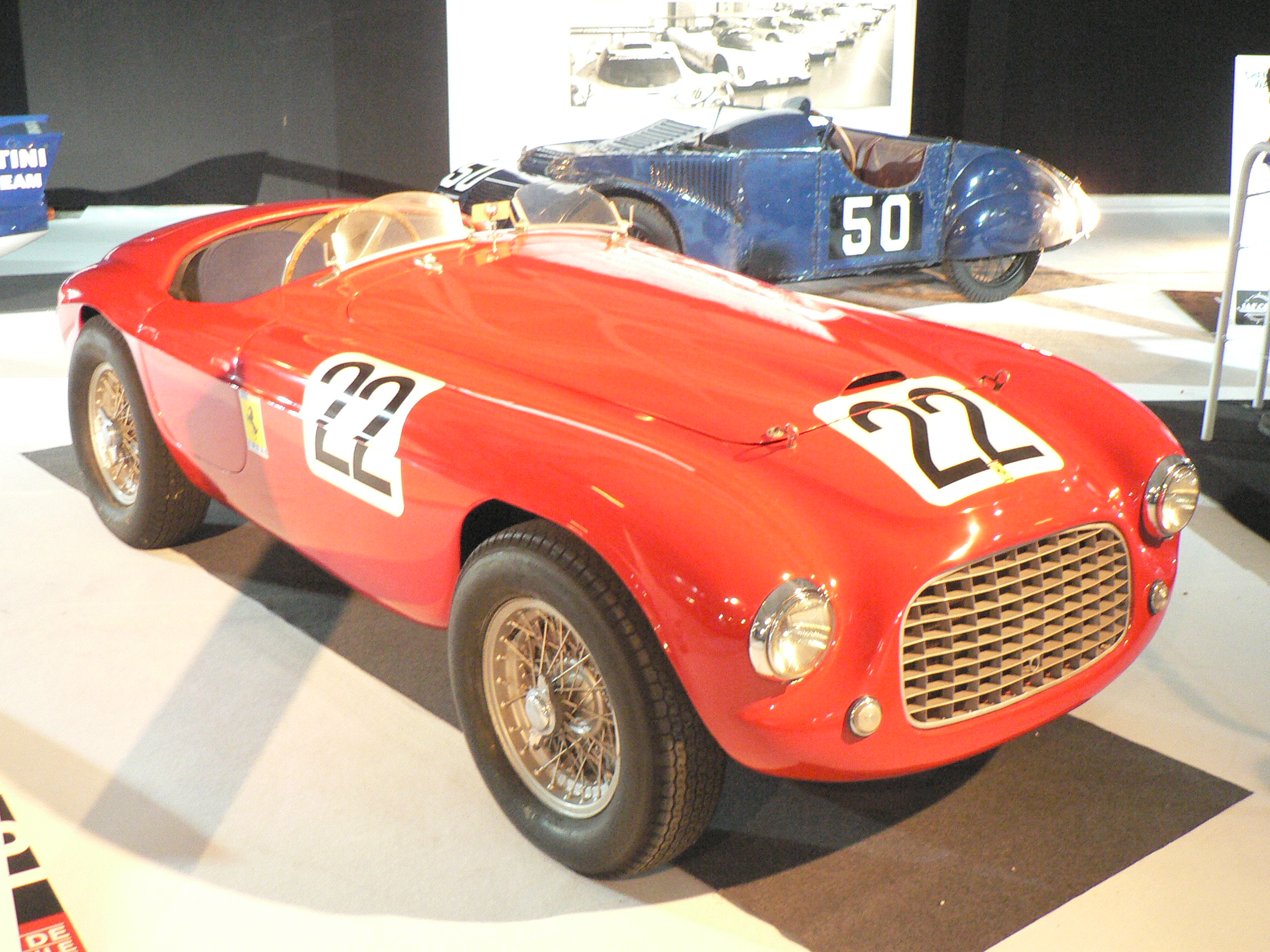
La Ferrari 166MM Touring Barchetta victorieuse aux 24 Heures du Mans 1949 avec pour copilote l'écossais Lord Seldon, 2nd Baron.
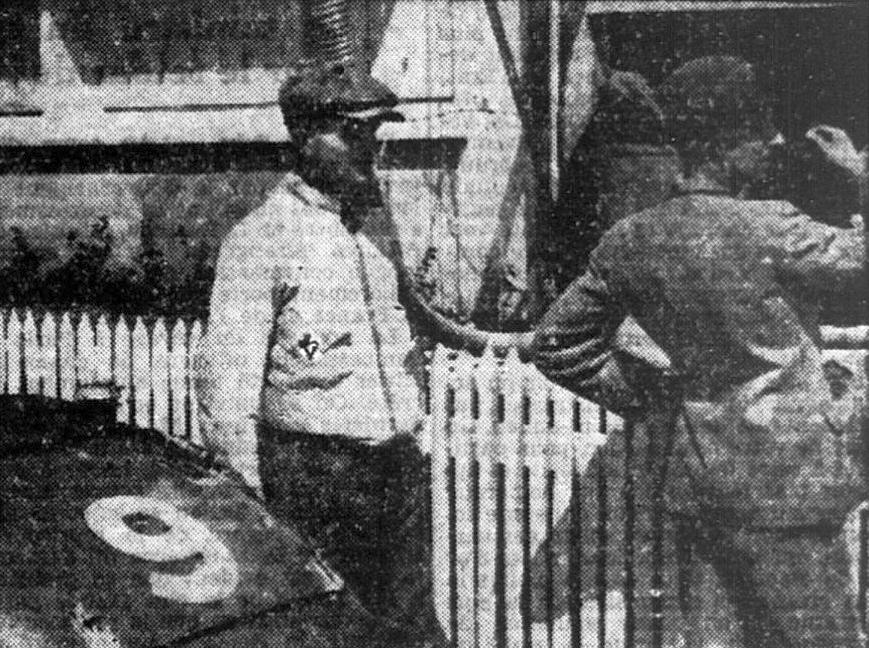
Luigi Chineti avant le départ des 24 Heures du Mans 1934.

## Indices de performance au Mans
- 1932, avec Raymond Sommer (Alfa Romeo)
- 1949, avec Lord Selsdon (Ferrari)

## Autres podiums personnels notables
- 2e des 12 Heures de Casablanca, en 1952 sur Ferrari 225 S avec Jean Lucas
- 3e de la Carrera Panamericana, en 1952 sur Ferrari 340 "Mexico" Berlietta Vignale avec J. Lucas (6e en 1954)

## Distinction
- Citoyen d'Honneur de la ville du Mans.